# Patricia Strasburger
Pour les articles homonymes, voir Strasburger.
Patricia Strasburger est une comédienne de doublage allemande née en 1984.

## Biographie
Patricia Strasburger est née à Niederkassel.

## Doublage

### Cinéma
- 2017 : No Game No Life: Zero : Rie Kugimiya (dans le rôle de Teto)
- 2017 : Hirune hime, rêves éveillés : Rie Kugimiya (dans le rôle de Joy)
- 2018 :  Liz et l'Oiseau bleu : Yuri Yamaoka (dans le rôle de Yūko)
- 2022 : Le Menu : Aimee Carrero (dans le rôle de Felicity)

### Télévision
- 1997 : South Park : April Stewart (dans le rôle d'Heidi Turner)
- 2014 : Les 100 : Nadia Hilker (dans le rôle de Luna)
- 2014 : Tari Tari : Asami Seto (dans le rôle de Konatsu Miyamoto)
- 2014 : No Game No Life : Rie Kugimiya (dans le rôle de Teto)
- 2015 : Girls und Panzer : Ai Kayano (dans le rôle de Saori Takebe)
- 2017 : L'Ère des Cristaux : Tomoyo Kurosawa (dans le rôle de Phosphophyllit)
- 2017 : K : Mikako Komatsu (dans le rôle de Neko)

Source : Deutsch Synchronkartei, MyAnimeList